# Camponotus marianensis
Camponotus marianensis é uma espécie de inseto do gênero Camponotus, pertencente à família Formicidae.